# Thuilley-aux-Groseilles
Thuilley-aux-Groseilles település Franciaországban, Meurthe-et-Moselle megyében. Lakosainak száma 434 fő (2022. január 1.). Thuilley-aux-Groseilles Allain, Crépey, Germiny, Ochey és Viterne községekkel határos.

## Népesség
A település népessége az elmúlt években az alábbi módon változott:
| Lakosok száma | 469  | 219  | 508  | 477  | 474  | 466  | 443  | 424  | 423  | 434  |
|               | 1968 | 1999 | 2006 | 2011 | 2013 | 2016 | 2017 | 2019 | 2020 | 2022 |